# Vision (religion)
 For alternative betydninger, se Vision. (Se også artikler, som begynder med Vision)
En vision (fra latin: videns, dansk: ~ at se) eller et syn er inden for religion en åbenbaring, hvilket vil sige, at man mener at have set ind i det hinsidige.
En vision kan fx være mødet med en guddom, en guddommelig verden eller fremtiden. Fænomenet kendes i de fleste større religioner, fx i de 3 abrahamitiske religioner (jødedom, kristendom og islam), hvor Moses møder Jahve i en brændende busk, Paulus ser den opstandne Jesus på vejen til Damaskus, og Muhammed belæres af Allah ved englen Gabriels mellemkomst.
Endvidere er visioner særdeles vigtige inden for religionernes mystiske traditioner. Berømte mystikere beretter om voldsomme ekstatiske oplevelser i forbindelse med deres visionssøgning. Her anses metoden at være et middel til højere religiøs indsigt.